# Kumuram Bheem Asifabad (Distrikt)
Der Distrikt Kumuram Bheem Asifabad (Telugu కుమురం భీమ్ ఆసిఫాబాద్ జిల్లా, Urdu کمارام بھیم آصف آباد ضلع) ist ein Verwaltungsdistrikt im südindischen Bundesstaat Telangana. Verwaltungssitz ist die Stadt Asifabad.

## Geographie
Der Distrikt liegt im Nordosten Telanganas in der Hochebene des Dekkan an der Grenze zum Bundesstaat Maharashtra (Region Vidarbha). Nach der Statistik 2017 waren 2420,17 km² (49,6 % der Distriktfläche) von Wald bedeckt (Durchschnitt Telangana 24,0 %). Die angrenzenden Distrikte in Telangana sind Adilabad im Nordwesten, Nirmal in einem sehr kurzen Abschnitt im Westen sowie Mahbubnagar im Süden.

## Geschichte
Seit dem Jahr 1726 gehörte das Gebiet Telanganas zum neu entstandenen Staat Hyderabad, der 1948 in das unabhängig gewordene Indien integriert wurde. 1956 kam Telangana zum Bundesstaat Andhra Pradesh, bis es 2014 ein eigener Bundesstaat wurde. Am 11. Oktober 2016 erfolgte eine neue Distrikteinteilung, wobei 21 neue Distrikte, darunter auch der Distrikt Kumuram Bheem, eingerichtet wurden. Der Distrikt erhielt seinen Namen nach Kumuram Bheem (1900–1940), einem Gond-Widerstandskämpfer zur Zeit Britisch-Indiens, der aus dem Gebiet des späteren Distrikts stammte. Zuvor war die Region Teil des Distrikts Mahbubnagar gewesen. Am 22. Oktober 2016 wurde dem Distriktnamen der Name der Distrikthauptstadt Asifabad als Suffix hinzugefügt.

## Demografie
Bei der Volkszählung 2011 hatte der spätere Distrikt 515.812 Einwohner. Die Bevölkerungsdichte lag mit 106 Einwohnern pro km² deutlich unter dem Durchschnitt Telanganas (312 Einwohner/km²) und der Urbanisierungsgrad war mit 10,36 % gering (Durchschnitt Telanganas: 38,88 %). Das Geschlechterverhältnis wies mit 258.197 Männern auf 257.615 Frauen einen Männerüberschuss auf. Die Alphabetisierungsrate lag mit 56,72 % (Männer 65,99 %, Frauen 47,50 %) deutlich unter dem Mittelwert Telanganas (66,54 %) und Indiens (74,04 %). 15,82 % der Bevölkerung (81.596) gehörten zu den Scheduled Castes und 25,91 % (133.627) zu den Scheduled Tribes.

## Wirtschaft
Die Landwirtschaft bildet weiterhin die wirtschaftliche Basis für die Mehrheit der Bevölkerung. Nach dem Zensus 2011 waren von 328.086 erwerbstätigen Personen 268.507 (81,8 %) im Agrarsektor tätig. Dabei dominierten Klein- und Kleinstbetriebe, bzw. Subsistenzwirtschaft. Nach der Statistik des Jahres 2016 besaßen von den 97.363 Landbesitzern 37.374 nur maximal einen Hektar Land. 127.432 ha wurden für den Ackerbau genutzt (effektive Nutzfläche unter Berücksichtigung mehrerer Ernten 149.654 ha), davon teilweise im Bewässerungsfeldbau. Vorrangig angebaut wurden Baumwolle, Reis, Straucherbsen (red gram) Gartenbauprodukte, Sorghumhirse (Jowar), u. a. m.
Im Distrikt gibt es mehrere Bewässerungsprojekte, darunter das Sri Kumuram Bheem-Projekt, bei dem der Fluss Peddavagu durch einen 1012 m langen Erdschüttdamm aufgestaut werden soll um 9915 ha Ackerland zu bewässern.

## Besonderheiten
Die Sapthagundala-Wasserfälle, auch Mitta-Wasserfälle, sind eine Serie von sieben Wasserfällen im Dorf Pittalaguda, die für ihre weitgehend unberührte Naturschönheit bekannt sind. Der Balaji-Tempel () im Dorf Gangapur ist ein überregional bekanntes Hindu-Pilgerzentrum. Der Tempel geht auf einen Bau aus dem 13. Jahrhundert zurück. Die Kerameri Ghats-Straße ist eine sechs Kilometer lange kurvenreiche Panoramastraße durch das bewaldete Bergland im nordwestlichen Mandal Kerameri.